# Perpignan-2 (kanton)
Perpignan-2 er en fransk kanton beliggende i departementet Pyrénées-Orientales i regionen Occitanie. Kantonen blev udvidet med 3 kommuner pr. dekret 26. februar 2014. Hele kantonen ligger i Arrondissement Perpignan. Hovedby er Perpignan.
Perpignan-2 består af 4 kommuner :
- Perpignan - den østlige del af kommunen
- Bompas
- Sainte-Marie-la-Mer
- Villelongue-de-la-Salanque

## Historie
Kantonen blev etableret 16. august 1973 og omfattede indtil 2015 kun en del af Perpignan kommune.